# Dave Hicks
David Anthony „Dave“ Hicks (* 15. Dezember 1945 in Duluth, Minnesota) ist ein ehemaliger US-amerikanischer Skispringer.

## Werdegang
Sein internationales Debüt gab Hicks bei der Vierschanzentournee 1963/64. Nachdem er aber bei keinem der Springen in den Top 30 landete und in Garmisch-Partenkirchen ganz aussetzte, errang er in der Gesamtwertung nur den 33. Platz. Obwohl er zu dieser Zeit bereits die High School besuchte, startete er als Mitglied des US-Teams bei den Olympischen Winterspielen 1964 in Innsbruck. Nachdem Hicks im Springen von der Normalschanze auf Rang 41 landete, belegte er von der Großschanze gemeinsam mit dem Schweden Kurt Elimä den 29. Platz.
Bei der im Dezember folgenden Vierschanzentournee 1964/65 gelang Hicks eine deutliche Leistungssteigerung: Auf der Schattenbergschanze sprang er überraschend auf den dritten Rang hinter Torgeir Brandtzæg und Pjotr Kowalenko. Anschließend erreichte er bei den folgenden Stationen die Ränge 27, 44 und 23, womit er sich Platz 19 der Gesamtwertung sicherte.
Bei den US-amerikanischen Meisterschaften 1965 gewann er Gold im Einzelspringen. Kurze Zeit später wurde er 11. am Holmenkollen beim Holmenkollen Ski Festival.
Seine nach Gesamtwertung erfolgreichste Tournee bestritt er mit der Vierschanzentournee 1965/66. Nach einem durchwachsenen Springen in Oberstdorf erreichte er mit den Plätzen 11 in Garmisch-Partenkirchen und neun in Innsbruck einen Sprung zurück in die Weltspitze. Nachdem er auch in Bischofshofen mit Rang 27 ein solides Ergebnis im Mittelfeld erreicht hatte, beendete er die Tournee auf Platz 13 der Gesamtwertung.
Hicks begann nach seiner aktiven Karriere mit dem Studium an der University of Minnesota in seiner Heimatstadt Duluth.

## Erfolge

### Vierschanzentournee-Platzierungen
| Saison  | Platz | Punkte |
| ------- | ----- | ------ |
| 1963/64 | 33.   | 717,8  |
| 1964/65 | 19.   | 752,2  |
| 1965/66 | 13.   | 772,1  |